# Ostredok
La Ostredok est un pic du massif de la Grande Fatra, dont il est le point culminant avec 1 592 mètres d'altitude.